# Hobby mani - noget med fjer på
Hobby mani - noget med fjer på er en dansk dokumentarfilm fra 1997 med instruktion og manuskript af Martin Laungaard.

## Handling
En dokumentarfilm om Heinz Krankers forunderlige univers som papegøjeopdrætter i Danmark. Hvordan er det muligt at bo sammen med 50 papegøjer i et parcelhus? Er det muligt at fravælge al kontakt med mennesker til fordel for samværet med papegøjer? Gang på gang må Heinz stå op om natten for at made sine papegøjeunger. Hvad driver Heinz? Er det pengene? Eller ligger der noget andet bag?